# 辜莞允
辜莞允（1992年2月16日—），台灣女藝人，英文名Nono。原就讀東吳大學日文系，重考後就讀世新大學新聞系。於2014年拍攝警察宣導桌曆，於2016年受新北市政府警察局三峽分局及臺北市政府警察局中山分局邀約於三峽分局北大派出所拍攝犯罪預防影片。

## 影視作品

### 電視劇
| 播出時間     | 播出頻道 | 劇名               | 飾演           |
| ------------ | -------- | ------------------ | -------------- |
| 2015年5月2日 | 華視主頻 | 一代新兵之八極少年 | 蔡怡華（阿菜） |
| 2018年       | myVideo  | 非私不可咖啡館     | 布蘭妮         |

## 主持
- 衛視中文台冠軍任務（2016年1月16日至12月10日，與郭彥均、哈孝遠、小茉莉共同主持）[1]

## 廣告
- 匯豐銀行 聰明理財《鋼琴篇》[2]
- 戲谷麻將《尖叫篇》(2011)[2]
- 台灣大哥大 Fantastic T3驚奇機《驚呼篇》[2]
- 屈臣氏 週年慶《變漂亮篇》(2013)[2]
- Paktor(拍拖)：2015年度新形象廣告

## 代言
- 魔女大戰
- 大皇帝（2015）

## 出版
- NObody。我是nono辜莞允
- 《陪伴你的每一天》Nono辜莞允寫真書

## 爭議
2019年4月17日，《鏡周刊》於網路刊登報導，稱接獲匿名人士爆料，指辜莞允在錄製三立電視《愛玩客》節目帛琉外景期間，以手機偷拍同房藝人、《愛玩客》固定主持人徐瑋吟（鮪魚）的淋浴照片並傳給男友分享。由於該趟外景中，徐瑋吟不慎弄丟了手機，借用了辜莞允的手機才意外得知此事。徐瑋吟返台後將此事告知經紀公司，經紀公司決定提告。報導刊出後，辜莞允第一時間在臉書貼文否認，並指「我方將保留法律追訴權，謝謝大家關心。」。但是徐瑋吟在同日稍晚於臉書貼文，稱全案已進入法律程序，接下來將統一由公司回應。辜莞允經紀人則稱是玩笑開過火，已對徐瑋吟致歉並談和解。
4月18日，徐瑋吟錄製狼谷競技台《GAME什麼東西》節目，在節目主持人阿達與現場嘉賓的陪同下，在事發後首度受訪，在面對「是否接受辜莞允道歉」的提問時說：「誠心道歉是必要」。同日稍晚，該次外景同行者之一，《愛玩客》固定主持人小鐘出面證稱，當天是他在幫忙拍照時不慎讓徐瑋吟的手機落海，無手機可用的徐瑋吟回房後借用辜莞允的平板，才發現她在房內換泳裝的時候被偷拍。
4月19日，辜莞允在臉書以及IG發表八點聲明，指照片是在房間內拍攝，只是穿著比較清涼，絕無露點，除徐瑋吟以外，其本人也有入鏡。雙方在當地有在第三人見證下簽協議書，只是返台後雙方經紀公司對和解條件一直談不攏，才拖延至今。辜莞允亦表示，不會回應扭曲事實的爆料，將會主動配合司法單位調查，不會逃避責任。
全案由新北地檢署偵辦，8月間移轉管轄由台北地檢署偵辦。
12月6日，台北地檢署認為徐瑋吟無法提供證據證明被拍私密照，兩位證人也未曾見過照片，依事證不足將辜莞允及辜莞允許姓男友予不起訴處分。

## 外部連結
- 辜莞允nono的新浪微博
- Nono_辜莞允的Facebook專頁
- 辜莞允的Instagram帳戶